# Lubricogobius exiguus
Lubricogobius exiguus is een straalvinnige vissensoort uit de familie van grondels (Gobiidae). De wetenschappelijke naam van de soort is voor het eerst geldig gepubliceerd in 1915 door Tanaka.